# Jahrbuch für sexuelle Zwischenstufen
Con el nombre de Jahrbuch für sexuelle Zwischenstufen (Anuario para los estados sexuales intermedios) se conoce una publicación fundada por Magnus Hirschfeld, fundador en 1897 de la primera asociación militante LGBT, el Wissenschaftlich-humanitäres Komitee («Comité cientifíco-humanitario», WHK).

## Características
El Jahrbuch fue editado de 1899 a 1923 como publicación de tipo cultural y científico, publicando lo mejor que ofrecía la cultura de la época en varios campos en el tema de la homosexualidad. Hasta 1908 (con una interrupción en 1907) la publicación fue de carácter anual o bianual (1903, 1905). A partir de 1909, y con mayor intensidad debido a los problemas financieros generador por la Primera Guerra Mundial, su periodicidad fue irregular.
Entre los temas que se publicaban en Jahrbuch figuran la historiografía, crítica literaria, sexología, psicología y muchos otros temas. Entre las muchas personas que firmaron colaboraciones uno de los más conocidos es Sigmund Freud.
Como indica el título la tesis central defendida por la publicación era la misma que apoyaba Hirschfel, a saber, que la homosexualidad constituye un sexo intermedio entre la virilidad y la feminidad, y siendo una condición innata, no tenía sentido interpretarla de forma moral, condenándola con leyes específicas. Pero también se debe reconocer que Hirschfeld también recogía contribuciones cualificadas que se distanciaban mucho de su enfoque hasta el punto de que, a pesar de que los argumentos que aparecen en la revista ha quedado un tanto anticuados, la revista mantiene un importante interés histórico y cultural.
Por supuesto, el objetivo final de la revista es el mismo que el del WHK: educar a la sociedad con el fin de obtener la abolición del Artículo 175. Dicho artículo del código penal alemán, abolido el 11 de junio de 1994, penaba las relaciones homosexuales entre personas de sexo masculino.

## Escritores y colaboradores
- Magnus Hirschfeld
- Iwan Bloch
- Alfred Fuchs
- Richard von Krafft-Ebing
- Albert Moll
- Hans Licht (alias de Paul Brandt)
- Numa Praetorius (alias de Eugen Wilhelm)
- Lucien von Römer
- Elisabeth Dauthendey
- Kurt Hiller
- Elisar von Kupffer
- Hans Blüher
- Benedict Friedlaender
- Arduin (alias de Karl Friedrich Jordan

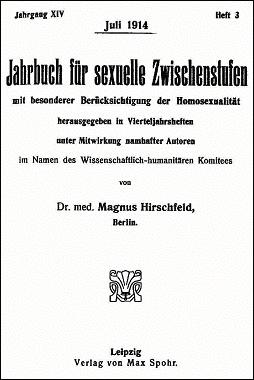
Portada de la edición de julio de 1914.

- Anna Rüling